# Mimi Werner
Mimmi Michaela Sarah Werner, känd under artistnamnet Mimi Werner, född 17 december 1990 i Gustav Adolfs församling i Borås, är en svensk countryartist.

## Biografi
Werner är utbildad musikalartist och låtskrivare. År 2015 fick hon sitt första skivkontrakt, och i samband med det åkte hon till Nashville för att arbeta med den första EP:n. Hennes debutsingel Forever again släpptes 2015.
Mimi Werner deltog i första deltävlingen i Melodifestivalen 2016 med bidraget "Ain't no good" som hon skrev i Nashville tillsammans med Göran Werner, Marcus Svedin och Jason Saenz. Det var hennes debut i melodifestivalsammanhang, och slutade på en femte plats.
Mimi Werner var en av artisterna i 2016 års uppsättning av Rock'n'Roll on Tour där hon uppträdde tillsammans med Charlotte Perrelli och Brolle. Turnén åkte hela Sverige runt och sträckte sig över hela sommaren och avslutades i september.
I november 2016 medverkade hon i SVT:s underhållningsprogram Doobidoo tillsammans med Pia Johansson och tävlade mot Anders Eriksson och Jan Rippe från Galenskaparna. I oktober 2019 tävlade hon med Markoolio mot Vanna Rosenberg och Edward af Sillén.
I oktober 2017 blev Mimi Werner och Brolle utsedda till att bli ambassadörer för hjälporganisationen Hoppets Stjärna/Star of Hope. Mimi och Brolle åkte till Rumänien och tog del av de fattiga barnens vardag och spelade och sjöng tillsammans på hjälpcentret i Valea Seaca.
Hon släppte EP:n "Home By Christmas" 17 november 2017.
Hon tävlade i Melodifestivalen 2018 i den andra deltävlingen med låten "Songburning" där hon gick vidare till Andra chansen.

### Familj
Mimi Werner är dotter till Göran Werner.

## Diskografi
LÅTAR
- 2015 – "Forever again", feat. Josh Jenkins
- 2016 – "Ain't no good"
- 2016 - "Here we go again" feat. Brolle
- 2016 – "Where Will I Be"
- 2016 – "Get Me Out Of Goodbye"
- 2017 – "Home By Christmas"
- 2017 – "Mer jul"
- 2017 – "Christmas" (please come home)"
- 2017 – "Decembernatt (halleluja)"
- 2017 – "Cry This Christmas"
- 2018 – "Songburning"

EP
- 2016 – "Here We Go Again"
- 2017 – "Home By Christmas"